# Renato Jurčec
Renato Jurčec (* 4. Juni 1966 in Laduč, SFR Jugoslawien) ist ein ehemaliger kroatischer Fußballspieler.
Dem Stürmer gelang als einzigem Fußballspieler in den ersten elf Spielzeiten der 1. HNL jeweils mindestens einen Torerfolg. Insgesamt erzielte er 87 Tore in der höchsten kroatischen Liga und wurde dreimal Meister und dreimal Pokalsieger in Kroatien.

## Spielerlaufbahn
1990/91 war Jurčec Stammspieler bei NK Zagreb in der zweiten jugoslawischen Liga. Mit der Gründung der 1. HNL spielte er in Kroatiens höchster Spielklasse, zunächst für NK Zagreb und später für Inker Zaprešić, gewann dann mit Hajduk Split 1995 das Double und spielte in der UEFA Champions League 1994/95 im Viertelfinale gegen Ajax Amsterdam. Nach seinem Wechsel zu Croatia Zagreb konnte der das Double 1997 und 1998 jeweils wiederholen. Nach einer Saison bei Cibalia Vinkovci spielte er später mit Slaven Belupo im UI-Cup. Nachdem er 2002/03 erneut bei Inter Zaprešić unter Vertrag stand, ließ er seine Karriere beim unterklassigen Verein Maksimir Zagreb ausklingen.
Erfolge
- Kroatischer Meister 1995, 1997 und 1998
- Kroatischer Pokalsieger 1995, 1997 und 1998

## Trainerlaufbahn
Sein erstes Traineramt übernahm Jurčec nach drei Spieltagen der Spielzeit 2007/08 bei seinem Heimatverein NK Laduč, wo er zu Beginn der folgenden Spielzeit im August 2008 entlassen wurde.